# Ambachtsland (stacja metra)
Ambachtsland – stacja metra w Rotterdamie, położona na linii B (żółtej). Została otwarta 19 kwietnia 1984. Stacja znajduje się w Zevenkamp, w dzielnicy Prins Alexander.